# Louis-Nicolas Vauquelin

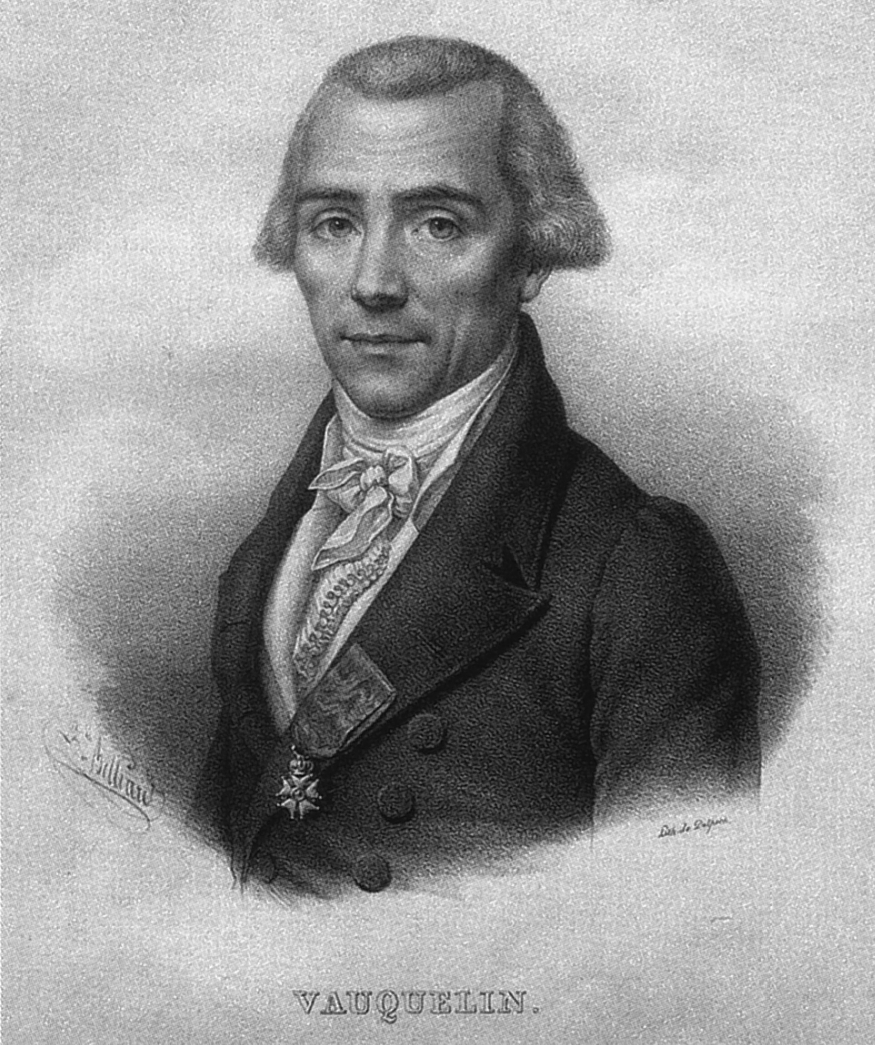
Louis-Nicolas Vauquelin

Louis-Nicolas Vauquelin (auch Nicolas-Louis Vauquelin, * 16. Mai 1763 in Saint-André-d’Hébertot (Normandie); † 14. November 1829 ebenda) war ein französischer Apotheker und Chemiker.

## Leben
Louis-Nicolas Vauquelin war der Sohn von Nicolas Vauquelin (1729–1782) und seiner Ehefrau Catherine le Chartier (1728–1820). Sein jüngerer Bruder war Jean-Nicolas Vauquelin (1765–1815). Schon in seiner frühen Kinder- und Jugendzeit arbeitete er als Landarbeiter auf einem Gutshof, den sein Vater verwaltete.
Seine erste Bekanntschaft mit der Chemie machte Vauquelin in einer Apotheke in Rouen, wo er von 1777 bis 1779 als Laborassistent arbeitete und eine Apothekerlehre absolvierte. Nach mehreren Wechseln war er von 1783/84 bis 1791/92 Assistent des Chemikers Antoine François de Fourcroy in Paris. Anfangs erschienen Vauquelins Veröffentlichungen als die seines Vorgesetzten, später unter Nennung beider Namen.
Ab 1790 publizierte Vauquelin unter eigenem Namen. 1791 wurde er Mitglied der Académie des Sciences und begann mit der Herausgabe der Annales de chimie. 1808 wurde er als auswärtiges Mitglied in die Bayerische Akademie der Wissenschaften aufgenommen. 1809 wurde er als Nachfolger von Fourcroy Professor an der Sorbonne. Dort bildete er viele bekannte Chemiker aus, wobei er neben Vorlesungen auch praktische Laborkurse gab. 1812 wurde er zum korrespondierenden Mitglied der Preußischen Akademie der Wissenschaften gewählt. 1816 wurde er Mitglied der Schwedischen Akademie der Wissenschaften und 1820 Mitglied (Fellow) der Royal Society of Edinburgh. Seit 1823 war er auswärtiges Mitglied (Foreign Member) der Royal Society und seit 1826 auswärtiges Mitglied der Göttinger Akademie der Wissenschaften.
Er war zeitweise Generalinspekteur für Bergbau, lehrte an der Bergbauschule (Ecole des Mines) und dem Polytechnikum, am Jardin des Plantes (Muséum national d’histoire naturelle) und am Collège de France. Außerdem hatte er weitere hohe Ämter, zum Beispiel bei der Kontrolle der Apotheken und als Sachkundiger für Gold- und Silberanalyse. 
1828 wurde er Mitglied der Abgeordnetenkammer des französischen Parlaments. Im November 1829 verstarb Vauquelin während eines Besuches in seiner Heimatstadt.
Bis zum Jahr 1833 erscheinen 376 Veröffentlichungen. Meist beschreiben sie aufwendige Trennungsgänge und Analysen. Bei seinen Untersuchungen verschiedener Substanzen entdeckte Vauquelin zwei chemische Elemente: Beryllium und Chrom. Mit Fourcroy entdeckte er zur selben Zeit wie  Smithson Tennant Osmium in Platin; dieses Metall bezeichneten sie als ptène.

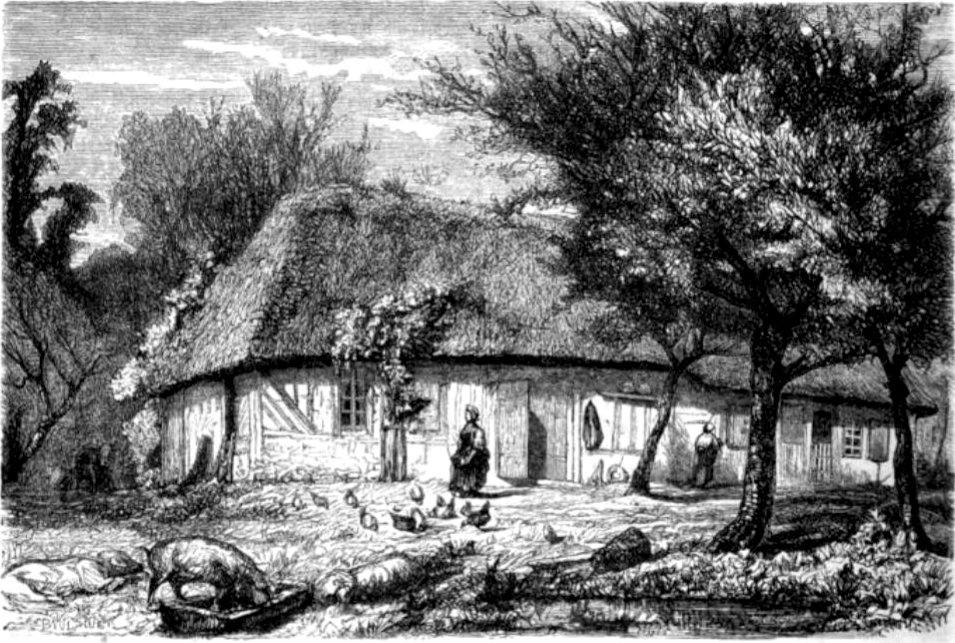
Das Geburtshaus von Louis-Nicolas Vauquelin in Saint-André-d’Hébertot

## Wirken
Durch seine analytischen und präparativen Arbeiten bereicherte Vauquelin die Chemie sowie die Mineralogie seiner Zeit. Neben Joseph Louis Gay-Lussac, Claude Louis Berthollet, und François Antoine Henri Descroizilles (1751–1825) gehörte er zu den Pionieren der Titrimetrie. Auch der Gravimetrie als analytischer Methode verhalf er neben Martin Heinrich Klaproth und Richard Kirwan zu neuem Ansehen. Wichtig war vor allen Dingen seine „Beschreibungswut“, mit der er Erkenntnisse und Methoden schnell verbreitete und nachvollziehbar machte. 1797 entdeckte Vauquelin unabhängig von Klaproth das Element Chrom im Rotbleierz (Krokoit), einem sibirischen Erz. Präparative Arbeiten zur Darstellung von Chromverbindungen wie Kaliumdichromat und Bleichromat schlossen sich an. Ein Jahr später wies er nach, dass Beryll das neue Element Beryllium enthält. Gemeinsam mit Fourcroy untersuchte er Rohplatinerz. Allerdings kam ihnen Smithson Tennant bei der Entdeckung des Osmiums und Iridiums zuvor. 1798 experimentierte er mit Alexander von Humboldt in Paris und trug zu dessen Buch Versuche über die chemische Zerlegung des Luftkreises bei, das 1799 erschien.
Neben wichtigen mineralogischen Untersuchungen gelang ihm die Isolierung der Hippursäure (1797), des Harnstoffs aus Tierharn (1800), des Asparagins aus Spargel (1805 zusammen mit Robiquet, womit sie die erste Aminosäure entdeckten), der Chinasäure (1,3,4,5-Tetrahydroxycyclohexancarbonsäure) aus Chinarinde (1806) (anderen Quellen zufolge: Hoffmann) und der Fumar- und Maleinsäure (1817). Gemeinsam mit Jöns Jacob Berzelius bestimmte er die Zusammensetzung des von Wilhelm August Lampadius 1796 erstmals hergestellten Kohlenstoffdisulfids (CS2).

## Werke (Auswahl)
- Instruction sur la combustion de vegetaux. 1794, (Untersuchung von Tabakrückstand)
- Manuel de l’essayeur, Tour 1799 und 1812.
- Dictionnaire de chimie et de metallurgie. 1815.
- These sur le oprations chimiques et pharmaceutiques. 1820.